# Katsuhiro Minamoto
Katsuhiro Minamoto (født 2. juli 1972) er en tidligere japansk fodboldspiller.
Han har spillet for flere forskellige klubber i sin karriere, herunder Cerezo Osaka og Sanfrecce Hiroshima.